# Gorgora morga
Gorgora morga är en fjärilsart som beskrevs av Dyar 1914. Gorgora morga ingår i släktet Gorgora och familjen nattflyn. Inga underarter finns listade i Catalogue of Life.